# Emblème de la République socialiste soviétique kazakhe

Emblème de la République socialiste soviétique Kazakh.

L'emblème de la République socialiste soviétique kazakhe a été adopté le 26 mars 1937 par le gouvernement de République socialiste soviétique kazakhe. Le logo est basé sur celui de l'Union soviétique. Il montre les symboles de l'agriculture, les deux gerbes de blé. Le soleil levant est synonyme de l'avenir de la nation kazakhe, l'étoile rouge, ainsi que la faucille et du marteau pour la victoire du communisme et le « monde socialiste de la communauté d'États ».
Le slogan sur la bannière indique « Prolétaires de tous les pays, unissez-vous ! ", à la fois en russe et en kazakh (Барлық елде p дін пролетарлары, бірілиндер!).
Le sigle « KSSR » est montré à la fois dans l'alphabet russe et kazakh.
Un nouveau logo du Kazakhstan a été adopté à la suite de la dissolution de l'Union soviétique le 26 décembre 1991.